# Lapai
Lapai és una ciutat de Nigèria, a l'estat de Níger, prop del riu Gurara, afluent del riu Níger. Lapai es troba a l'est d'Agaie a la carretera a Abuja. Està en una àrea de govern local que al cens del 2006 apareix amb una població de 110.127 habitants. Fou la capital de l'emirat de Lapai, però després la seu de l'emir es va traslladar a Badeggi a pocs quilòmetres (uns 14).
Lapai serveix com un centre de mercat per la melca, nyam, arròs, mill, nous de karité, el cacauet, i el cotó conreat pels gbari i nupes de la zona. L'arròs es conrea en les planes inundades del Gurara i el Níger. Hi ha un dispensari del govern.